# Ar-Rabi’a
Ar-Rabi’a (arab. الربيعة) – miejscowość w Syrii, w muhafazie Hama. W 2004 roku liczyła 7508 mieszkańców.